# Michael Witzel
Michael Witzel, narozen 18. července 1943, je německo-americký filolog, mytolog, a indolog, profesor Harvardovy univerzity.
Společně s historikem Stevem Farmerem a lingvistou Richardem Sproatem vydal v roce 2004 v časopise Electronic Journal of Vedic Studies studii The Collapse of the Indus-Script Thesis: The Myth of a Literate Harappan Civilization, v které odmítá že harappské znaky jsou písmem. V roce 2005 se postavil proti návrhům změn, vzešlých z prostředí hinduistického nacionalismu, několika pasáží v kalifornských učebnicích týkajících se Indie.

## The Origins of the World's Mythologies
Ve své knize The Origins of the World's Mythologies „Původ světových mytologií“ z roku 2012 představil Michael Witzel hypotézu, podle které lze světové mytologie dělit do svou velkých skupin. První z nich, kterou nazval laurasijská, zahrnuje mýty Evropy, Polynésie, severní Afriky, většiny Asie, a většiny Ameriky, má mít své kořeny někdy před tím, než byla překročen Beringův průliv a počalo osídlování Ameriky, tedy nejpozději před 20 tisíci lety. Laurasijská mytologie má být typická svým systematickým charakterem a tvořena epizodami sestavený v koherentní příběh od stvoření světa po jeho zánik. Naproti druhá skupina mytologií, kterou nazval gondwanskou, zahrnuje mýty subsaharské Afriky, Austrálie, Melanésie a části jižní Ameriky, má mít charakteru souboru nesouvisejících příběhů a má postrádat důraz na motiv stvoření a zániku světa.
Kriticky se k The Origins of the World's Mythologies vyslovil ve své recenzi historik náboženství Bruce Lincoln. Witzelovi vyčítá nedostatečnou seznámenost s většinou mytologických tradic, na nichž svoji knihu založil, s výjimkou mytologie indické a v určité míře i japonské, především pak s mýty neliterárních společností, u kterých čerpal ze zastaralých německých prací ukotvených v paradigmatu kulturních okruhů. Typické vlastnosti „laurasijské mytologie“ jsou pak podle Lincolna vlastní jen velmi malému množství „laurasijského“ mytického materiálu, navíc takovému, který často prošel určitým literárním zpracováním – jako Hésiodova Thegonia, hebrejská Bible nebo japonské kroniky Kodžiki. Witzelovo dělení tak chápe jako dědictví staršího konceptu opozice mezi „přírodními národy“ a civilizovanými kulturami a podobných modelů.